# 大歩危峡遊覧船

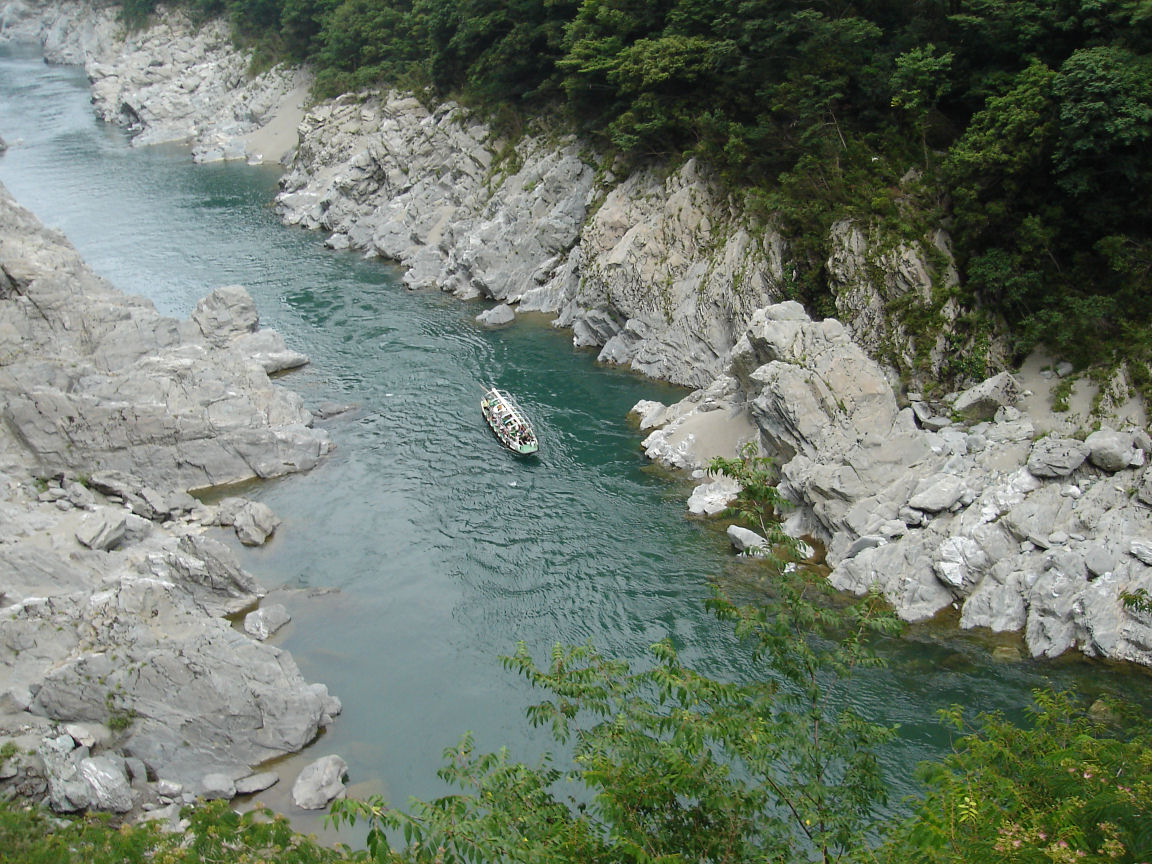
大歩危を行く遊覧船

大歩危峡遊覧船（おおぼけきょうゆうらんせん）は徳島県三好市の大歩危峡を行き来する観光遊覧船。四国八十八景13番に選定。

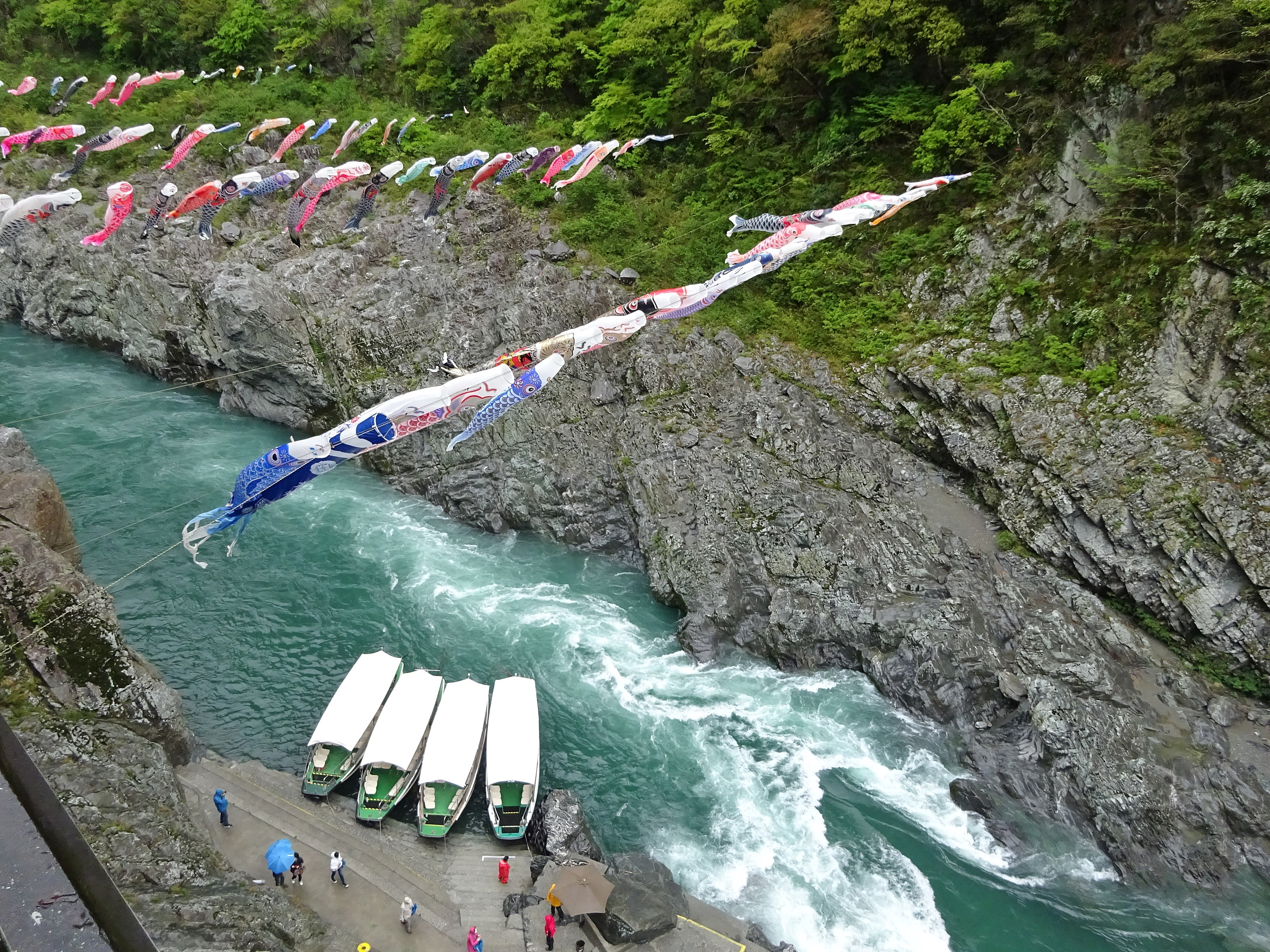
乗船場と鯉幟（2023年4月）

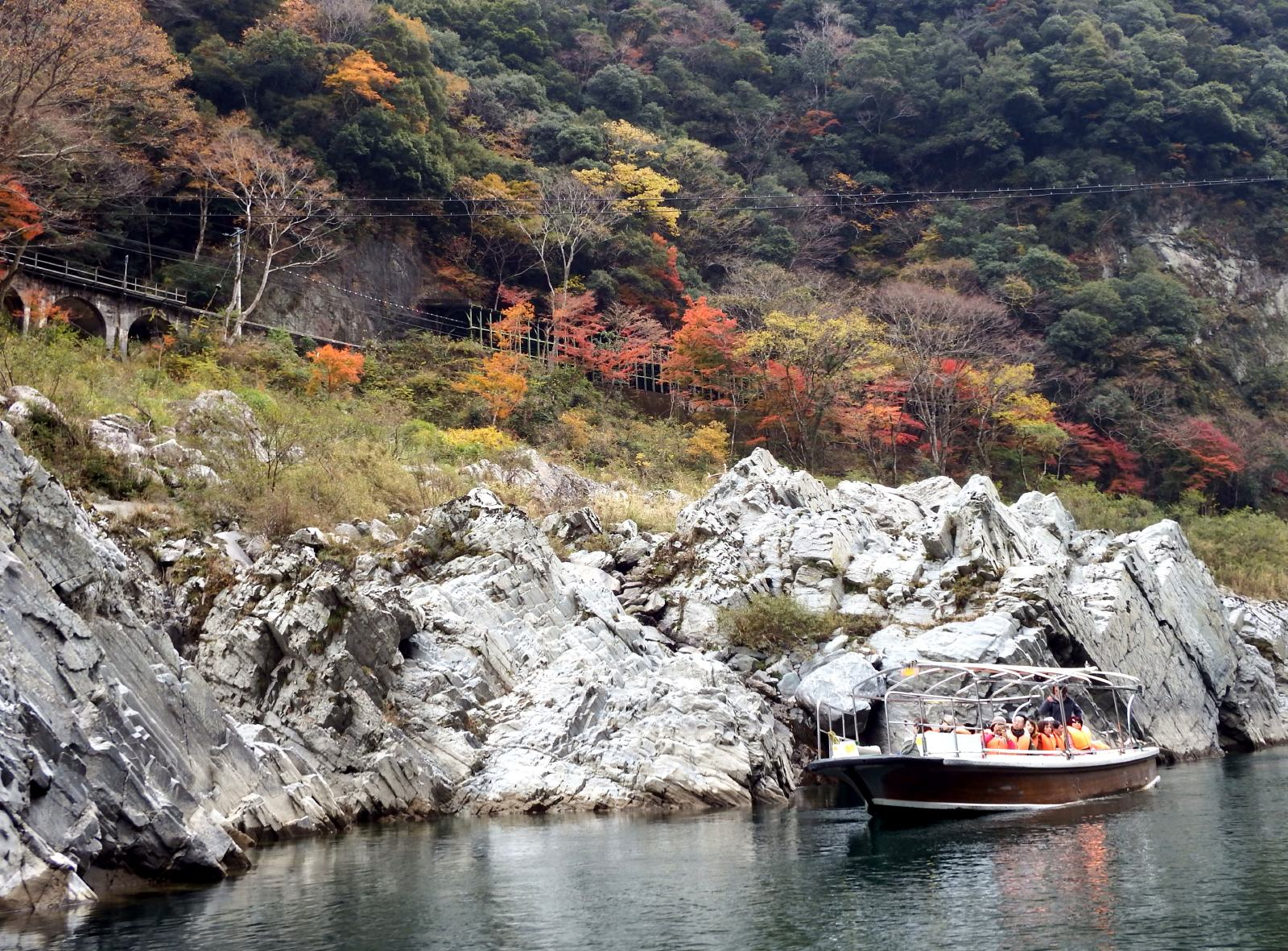
大歩危峡遊覧船

## 歴史
明治24 - 25年頃、国道開通景気にあおられて宿屋兼飲食店（現在のレストラン大歩危峡まんなか・峡谷の湯宿大歩危峡まんなか）を始めた大平磯吉（山城町水無）が一艘のかんどり舟を仕立ててきぎや鰻の漁を始めた。朝夕に吉野川を上下する内、その景観にうたれ、宿泊客を舟に乗せて大歩危を見せ、喜ばせた。明治42年、時の逓信大臣、後藤新平が土佐へ向かう途中、紅葉に染められた大歩危の美しさに打たれ、「岩に題す 天下第一歩危の秋」と詠った。天下の名勝として紹介されたのはこの一句によってと言われている（現在、レストラン大歩危峡まんなかの敷地内に石碑がある）。
磯吉の死後、息子の大平一五郎が志をついで画策大いに努める。旧式の舟に見切りをつけて発動機付の新型船とし、鉄道の開通の好機をとらえ西日本に大歩危ありを広く宣伝紹介し、一方遊覧地の先進地の見学研究を怠らず躍起になって働く。村議であり町議にもなった関係上、徳島県に対し観光事業を積極的に進めることを再三申し入れた。その甲斐あってか大歩危が県立公園となり、次いで剣山国定公園に編入されたのを受け遊覧船は次第に大型化し、30人余りを乗せて短時間で往復（約30分）できるようになった。

## 現在
現在は大歩危峡観光遊船（有）として運営しており、5艘の舟で船頭の軽快な説明を受けながら、多くの観光客に大歩危の奇岩・怪岩を堪能できるようになっている。国道32号線脇にある「レストラン大歩危峡まんなか」の駐車場を利用して、建物内で受付をして階下に降り河川縁に乗り場がある。
四季折々の景色も望め、春には岩躑躅、夏の新緑、秋には紅葉、冬の雪化粧と時期を変えて遊覧船に乗る観光客も多い。昔は冬季には「こたつ船」も用意されていたが、近年はひざ掛けを配り足に優しいイス式になった。